# Bhalariya
Bhalariya é uma vila no distrito de Udaipur, no estado indiano de Rajastão.

## Demografia
Segundo o censo de 2001, Bhalariya tinha uma população de 6530 habitantes. Os indivíduos do sexo masculino constituem 53% da população e os do sexo feminino 47%. Bhalariya tem uma taxa de literacia de 83%, superior à média nacional de 59.5%; a literacia é de 55% no sexo masculino e 45% no sexo feminino. 10% da população está abaixo dos 6 anos de idade.